# Johann Stephan Decker

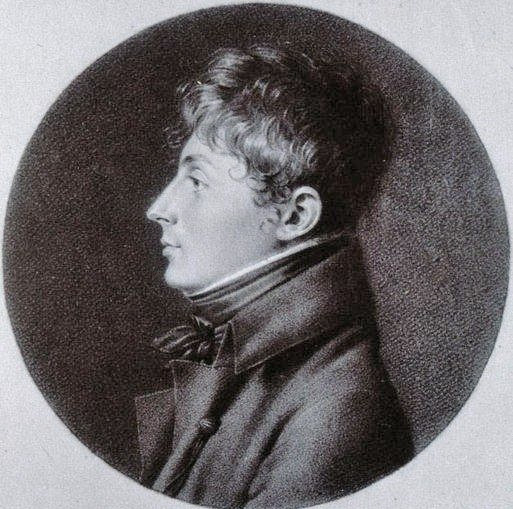
Johann Stephan Decker von Jean-Jacques Karpff

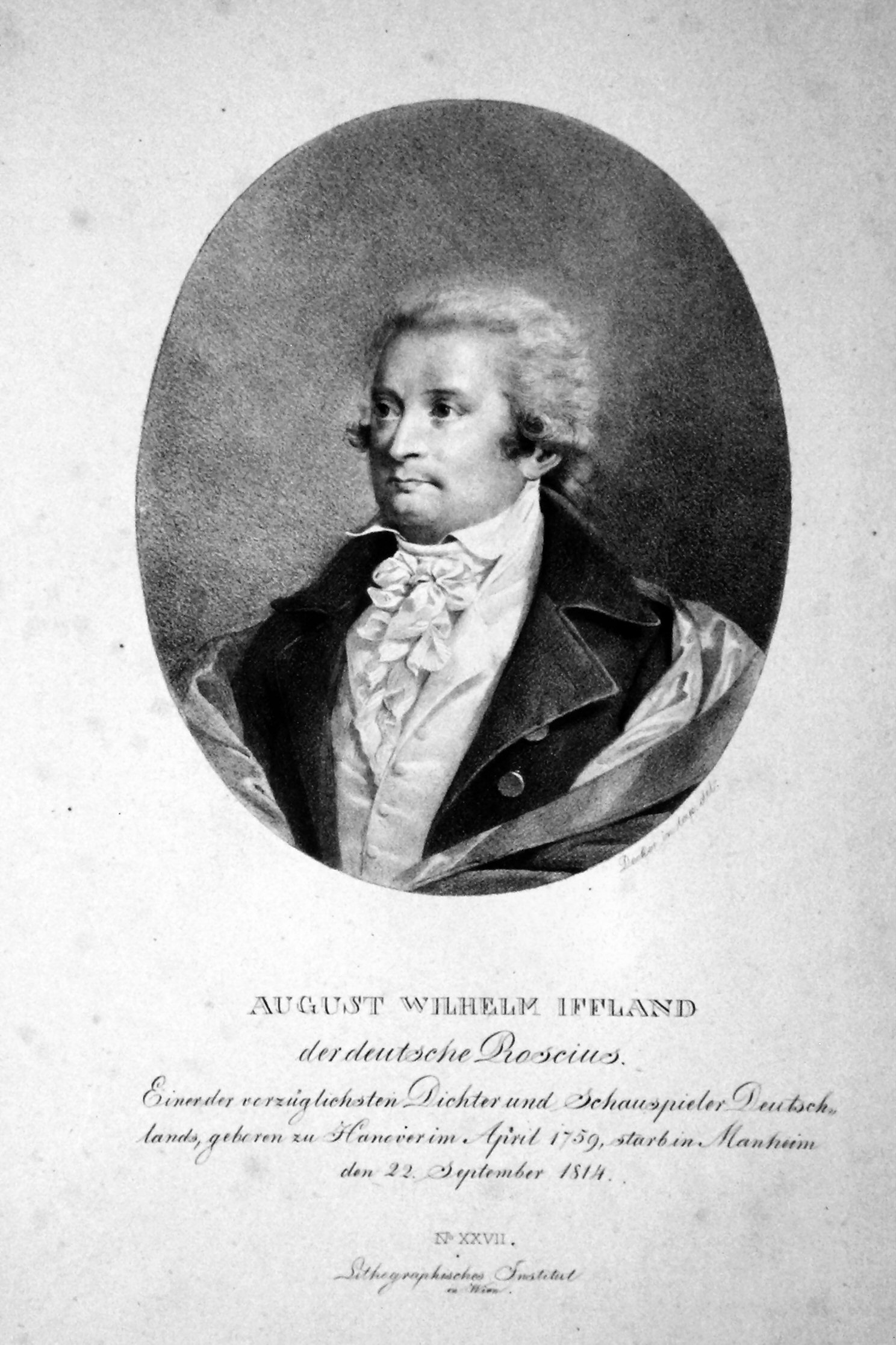
August Wilhelm Iffland

Johann Stephan Decker (franz. Jean Étienne Decker, * 26. Dezember 1783 in Colmar; † 25. Juni 1844 in Grinzing) war ein französischer Maler und Lithograph.

## Leben
Decker studierte ab 1804 in Paris bei Jacques Louis David und Jean-Jacques Karpff und beschäftigte sich zunächst mit der Historienmalerei, ging jedoch zur Porträtmalerei über. Nach dem Studium kehrte er 1811 nach Colmar zurück. Auf Einladung von ungarischen Offizieren vom Hauptquartier der verbündeten Mächte in Colmar ging er 1818 nach Pest, wo er viele Porträts malte. 1821 kam er nach Wien. Dort war er für den Fürsten Klemens Wenzel Lothar von Metternich und andere Adlige tätig. Von 1827 bis 1840 war Decker Zeichenlehrer beim Erzherzog Karl von Österreich-Teschen, dessen Tochter, die spätere Maria Theresia von Österreich (1816–1867) er unterrichtete.
Johann Stephan Decker schuf Porträts als Miniaturen und Lithographien, später auch Genre- und Landschaftsbilder. 1826 malte er das letzte repräsentative Bildnis Ludwig van Beethovens.
Decker war der Vater und Lehrer der Porträtmaler Albert Decker (1817–1871), Gabriel Decker (1821–1855) und Georg Decker (1818–1894).